# Кононов Олег Георгійович
Оле́г Гео́ргійович Ко́нонов (біл. Алег Георгіевіч Конанаў, рос. Олег Георгиевич Кононов, нар. 23 березня 1966, Курськ) — білоруський і російський тренер. Білоруський і російський радянський футболіст,  півзахисник та захисник. Відомий успішною тренерською роботою в «Карпатах», «Севастополі» та «Краснодарі». Найкращий тренер РФПЛ 2014/15.

## Ігрова кар'єра
Закінчив Смоленський інститут фізкультури.
Починав грати за першолігову «Іскру» (Смоленськ), але підліткові було складно пробитися до першої команди, тому Кононов виступав за дублерів.
Згодом захищав барви могильовського «Дніпра» у другій лізі. Частину сезону 1989 провів у ворошиловградській (нині луганській) «Зорі». Від 1989 до 1995 року грав у білоруському клубі КІМ (Вітебськ), який був одним з найсильніших колективів країни — у 1993 та 1995 роках був віце-чемпіоном Білорусі, в 1994 році здобув «бронзу».
У зимовому міжсезонні 1994/95 Кононов перейшов до польського клубу «Рух» (Хожув), ставши першим іноземцем в історії цієї команди. Але там він провів лише 3 гри у чемпіонаті Польщі, за результатами першості «Рух» покинув найвищий дивізіон, а він повернувся до Білорусі, до клубу «Нафтан» (Новополоцьк). Закінчив ігрову кар'єру в мінському «Торпедо».

## Тренерська діяльність
Тренерську роботу розпочав у «Торпедо» (Мінськ). Був асистентом тренера Анатолія Юревича — разом білоруські спеціалісти працювали у мінському «Локомотиві» і запорізькому «Металурзі» (друга половина сезону 2003/04). Від 2005 до 2008 року керував юнацькою академією «Шерифа» (Тирасполь) і був одним із тренерів команди. За цей час «Шериф» 4 рази поспіль виграв чемпіонат Молдови з футболу.
9 червня 2008 року Олег Кононов підписав угоду з українськими «Карпатами», ставши новим наставником команди. На цьому посту він замінив Валерія Яремченка.

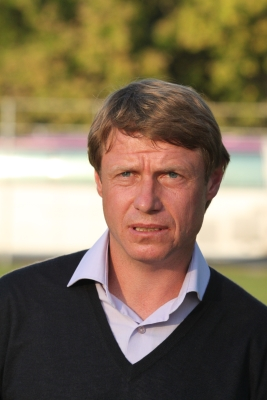
Олег Кононов у 2011 році

Посів з «Карпатами» 5-е місце в чемпіонаті України 2009/10, вивівши клуб до єврокубків — уперше за останні 10 років. У Лізі Європи 2010/11 команда вперше дійшла до групового турніру, у 4-у кваліфікаційному раунді за сумою двох ігор (2:2 на виїзді, 1:1 удома) сенсаційно здолавши турецький «Галатасарай».
2011 року нагороджений відзнакою міського голови Львова «Почесний знак святого Юрія» за визначні заслуги перед містом.
За підсумками чемпіонату 2010—2011 років львів'яни вдруге поспіль посіли 5-е місце й вибороли право виступати в Лізі Європи.
У червні 2011 закінчився термін 3-річного контракту з «Карпатами», але після перемовин з президентом клубу Олег Кононов підписав нову 3-річну угоду. Серед претендентів на тренера була також «Таврія» (Сімферополь), яка попередні сезони боролася з львів'янами за місце в єврокубках.
Початок сезону 2011/12 був дуже невдалим для «Карпат» — замість анонсованої боротьби за місце в єврокубках клуб у 13 турах набрав тільки 10 очок і йшов на 14-му місці. Після розгромної домашньої поразки 16 жовтня 2011 від «Арсенала» (0:3) керівництво «Карпат» і тренер розірвали контракт за обопільною згодою сторін, інформація про це з'явилася на офіційній сторінці клубу 18 жовтня.
20 січня 2012 року обійняв посаду генерального директора першолігового ФК «Севастополь», який боровся за повернення до прем'єр-ліги. Найрезультативнішим гравцем «Севастополя» у весняній частині сезону 2011/12 став нападник Сергій Кузнецов, який до того виступав під керівництвом Кононова у «Карпатах».
Влітку 2012 року призначений головним тренером команди. У першому ж сезоні під його керівництво команда достроково, за 4 тури до фінішу сезону, виграла першу лігу та завоювала путівку до Прем'єр-ліги. Новий чемпіонат України «Севастополь», під керівництвом Кононова, почав цілком упевнено. Після п'яти зустрічей в активі команди з Криму було 5 очок, причому обидві свої поразки дебютант вищого дивізіон зазнав від грандів — донецького «Шахтаря» та київського «Динамо».
10 серпня 2013 року Кононов покинув «Севастополь» і вже наступного дня був призначений головним тренером російського «Краснодара».
У листопаді 2013 року отримав російське громадянство. У першому сезоні «Краснодар» фінішував на 5-му місці, отримавши перепустку в єврокубки, а також вийшов до фіналу Кубка Росії — найбільші досягнення в історії клубу. У сезоні 2014/15 «бики» завоювали бронзові медалі прем'єр-ліги, а білоруського фахівця визнано найкращим тренером ліги. Наступного року «Краснодар» фінішував четвертим. У вересні 2016 року повідомлено, що Кононов пішов із посади наставника «Краснодара». Завдяки високим результатам його команд Олега Кононова називали серед основних кандидатів на посаду тренера збірної Росії або ЦСКА (Москва).
На початку 2017 року відмовився очолити збірну Білорусі. У травні 2017 року очолив «Ахмат» (Грозний), а на початку сезону 2018/19 тренував «Арсенал» (Тула).
З 12 листопада 2018 року — головний тренер «Спартака» (Москва). Керівництво клубу повідомило, що підписало угоду до кінця сезону 2019/20, а цілі на поточний сезон — здобуття Кубка Росії та потрапляння до Ліги чемпіонів. 
З 2020 очолює латвійську команду Рига.